# منهرو
قرية منهرو هي إحدى القرى التابعة لمركز أهناسيا في محافظة بني سويف في جمهورية مصر العربية. حسب إحصاءات سنة 2006، بلغ إجمالي السكان في منهرو 7765 نسمة، منهم 3794 رجل و3971 امرأة.